# Jarqoʻton
Jarqoʻton (auch Jarkutan, Djarkutan, Dzharkutan und Dscharkutan geschrieben) ist eine prähistorische proto-urbane Siedlung in Usbekistan und ein Zentrum der antiken Zivilisationen in Baktrien, dem Gebiet aus dem eventuell der Religionsgründer Zarathustra stammt. Die Siedlung an einem alten Bachlauf besitzt zwei Monumentalbauten, ein Töpferviertel, eine Zitadelle und ausgedehnte Gräberfelder. Jarqoʻton liegt im Westen der Viloyat Surxondaryo, im Süden von Usbekistan, etwa fünf Kilometer südöstlich von Scherabad und 50 km nordwestlich von Termiz.

## Beschreibung
Jarqoʻton ist eine der größten Siedlungen der späten Bronzezeit der Oasenkultur (auch Oxus-Kultur genannt). Die Kultur war im Südosten von Turkmenistan, in Usbekistan und im Norden von Afghanistan verbreitet. Ihre Genese und Datierung sind unklar. Die hauptsächlich von sowjetischen Gelehrten durchgeführte archäologische Forschung hat versucht, beides mit der Bildung und Bewegungen von Ariern und der Entwicklung des Zoroastrismus zu verbinden, aber diese Thesen sind umstritten.
Die Ausgrabungen in Jarqoʻton wurden 1973 vom Usbekischen Archäologischen Institut begonnen und 1994 als Kooperationsprojekt mit dem DAI wieder aufgenommen. Bei den früheren Grabungen wurden der Burghügel, das schlossähnliche Denkmal, ein weiteres monumentales Gebäude, das Töpferquartier und mehr als 1500 Gräber ausgegraben und teilweise veröffentlicht. Dabei wurde bei der Keramik und den Kleinfunden eine relative Chronologie und die Beziehungen zu anderen Plätzen der Oxus-Kultur begründet. Ausgehend von der Töpferei wurde die Reihenfolge der Siedlung in die Phasen Jarqoʻton, Kusali und Mullalli unterteilt, die zwischen dem frühen Sapalli und dem späteren Bustan angesetzt wurden.
Die Ausgrabungen weisen die Nordhälfte als den älteren Teil und Bereich der sozialen Oberschicht aus. Die südliche Hälfte besteht hauptsächlich aus einfachen Lehmhäusern und Werkstätten. Unter den Resten der Burgmauer wurden reiche bronzezeitliche Häuser freigelegt. Dies belegt, dass die Mauer entweder in eine späte Phase der Bronzezeit oder sogar erst in die frühe Eisenzeit gehört. In diesem Zusammenhang ist auffällig, dass auf dem Burghügel nur Keramik aus der frühen Eisenzeit gefunden wurde. Unter einem Gebäudekomplex auf Hügel V wurde eine große Lehmziegelplattform gefunden, mit der die Kuppe des Hügels offenbar erweitert wurde. In den unteren Schichten des monumentalen Gebäudes auf Hügel VI mit seinen acht Meter breiten und vier Meter aus der breiten Umfassungsmauer hervorstehenden abgerundeten Bastionen wurde eine ausgeklügelte Raumaufteilung, vergleichbar den besser erhaltenen Gebäuden in Margiana (Togolok), identifiziert. Unter der westlichen Hälfte des Gebäudes fanden sich Spuren eines früheren Gebäudes mit regelmäßigem Layout und Zimmern bis zu 49 m² (7 m × 7 m) Größe, sowie verschiedene Arten von Brennöfen. Die Keramik datiert dieses Gebäude in die früheste Jarqoʻton-Phase, die Überschneidungen mit der Sapalli-Kultur aufweist. Unter dem östlichen Teil des monumentalen Gebäudes fanden sich Werkstätten und Öfen aus der gleichen Periode.
Zwischen einigen anderen Bestattungen wurde ein Katakombengrab gefunden, das eine Nachnutzung erfahren hat. Das Material vom Gräberfeld dient als Leitfossil für die Datierung der Siedlungskeramik.
Die Ausgrabungen zeigen, dass die Abfolge der Phasen in Jarqoʻton komplexer war als angenommen. Die Erforschung des Burghügels ist entscheidend bei der Frage, ob es eine Kontinuität der Besiedlung von der Bronze- bis zur Eisenzeit gab, oder ob der Platz nach dem Niedergang der Oasenkultur für eine Weile aufgegeben wurde.